# Liste der brasilianischen Leichtathletikrekorde
Die brasilianischen Leichtathletik-Landesrekorde sind die Bestleistungen von brasilianischen Athleten, die bei Disziplinen der Leichtathletik aufgestellt worden sind. In den hier aufgeführten Rekorden, wurden zum einen keine Bestleistungen berücksichtigt, bei denen manuelle Zeitnahme verwendet wurde, und zum anderen keine Bestleistungen, für die World Athletics keine offiziellen Freiluft-Rekorde führt.

## Olympische Disziplinen

### Freiluft-Rekorde, Männer
| Disziplin               | Rekord                                                                             | Athlet/Athleten                                                                    | Datum      | Ort              |
| ----------------------- | ---------------------------------------------------------------------------------- | ---------------------------------------------------------------------------------- | ---------- | ---------------- |
| 100 m                   | 10,00 s A (1,6)                                                                    | Robson da Silva                                                                    | 22.07.1988 | Mexiko-Stadt     |
| 200 m                   | 19,89 s (−0,8)                                                                     | Claudinei da Silva                                                                 | 11.09.1999 | München          |
| 400 m                   | 44,29 s                                                                            | Sanderlei Parrela                                                                  | 26.08.1999 | Sevilla          |
| 800 m                   | 1:41,77 min                                                                        | Joaquim Cruz                                                                       | 26.08.1984 | Köln             |
| 1500 m                  | 3:33,25 min                                                                        | Hudson de Souza                                                                    | 28.08.2005 | Rieti            |
| 5000 m                  | 13:19,43 min                                                                       | Marílson dos Santos                                                                | 08.06.2006 | Kassel           |
| 10.000 m                | 27:28,12 min                                                                       | Marílson dos Santos                                                                | 02.06.2007 | Neerpelt         |
| Marathon                | 2:06:05 h                                                                          | Ronaldo da Costa                                                                   | 20.09.1998 | Berlin           |
| 110 m Hürden            | 13,29 s (−0,4)                                                                     | Redelén dos Santos                                                                 | 13.06.2004 | Lissabon         |
| 400 m Hürden            | 48,04 s                                                                            | Eronilde de Araújo                                                                 | 12.07.1995 | Nizza            |
| 3000 m Hindernis        | 8:14,41 min                                                                        | Wander do Prado Moura                                                              | 22.03.1995 | Mar del Plata    |
| Hochsprung              | 2,32 m                                                                             | Jessé Farias de Lima                                                               | 02.09.2008 | Lausanne         |
| Stabhochsprung          | 5,83 m                                                                             | Thiago Braz da Silva                                                               | 05.07.2013 | Cartagena        |
| Weitsprung              | 8,40 m (1,4)                                                                       | Douglas de Souza                                                                   | 15.02.1995 | São Paulo        |
| Dreisprung              | 17,90 m (0,4)                                                                      | Jadel Gregório                                                                     | 20.05.2007 | Belém            |
| Kugelstoßen             | 19,42 m                                                                            | Darlan Romani                                                                      | 29.06.2012 | São Paulo        |
| Diskuswurf              | 65,55 m                                                                            | Ronald Julião                                                                      | 27.04.2013 | La Jolla         |
| Hammerwurf              | 72,78 m                                                                            | Wagner Domingos                                                                    | 29.04.2012 | Varaždin         |
| Speerwurf               | 80,29 m                                                                            | Júlio César de Oliveira                                                            | 25.05.2009 | Maringá          |
| Zehnkampf               | 8393                                                                               | Carlos Eduardo Chinin                                                              | 08.06.2013 | São Paulo        |
| Zehnkampf               | 10,85 s 7,55 m 15,28 m 2,04 m 48,18 s / 14,08 s 42,46 m 4,90 m 59,58 m 4:34,77 min |                                                                                    |            |                  |
| 20-km-Gehen (Straße)    | 1:19:56 h                                                                          | Sérgio Vieira Galdino                                                              | 14.05.1995 | Eisenhüttenstadt |
| 50-km-Gehen (Straße)    | 3:58:30 h                                                                          | Mario José dos Santos Junior                                                       | 11.05.2008 | Blumenau         |
| 4-mal-100-Meter-Staffel | 37,90 s                                                                            | - Vicente de Lima - Édson Ribeiro - André da Silva - Claudinei da Silva            | 30.09.2000 | Sydney           |
| 4-mal-400-Meter-Staffel | 2:58,56 min                                                                        | - Eronilde de Araújo - Cleverson da Silva - Claudinei da Silva - Sanderlei Parrela | 30.07.1999 | Winnipeg         |

### Freiluft-Rekorde, Frauen
| Disziplin               | Rekord                                                      | Athletin/Athletinnen                                                             | Datum      | Ort                    |
| ----------------------- | ----------------------------------------------------------- | -------------------------------------------------------------------------------- | ---------- | ---------------------- |
| 100 m                   | 11,05 s (1,7)                                               | Ana Cláudia Silva                                                                | 12.05.2013 | Belém (Pará)           |
| 200 m                   | 22,48 s (1,0)                                               | Ana Cláudia Silva                                                                | 31.05.2013 | Rio de Janeiro         |
| 400 m                   | 50,62 s                                                     | Maria Magnólia Souza Figueiredo                                                  | 21.08.1990 | Rovereto               |
| 800 m                   | 1:58,27 min                                                 | Luciana de Paula Mendes                                                          | 30.07.1994 | Hechtel                |
| 1500 m                  | 4:07,30 min                                                 | Juliana Paula dos Santos                                                         | 05.06.2010 | Brüssel                |
| 5000 m                  | 15:18,85 min                                                | Simone Alves da Silva                                                            | 20.05.2011 | São Paulo              |
| 10.000 m                | 31:16,56 min                                                | Simone Alves da Silva                                                            | 03.08.2011 | São Paulo              |
| Marathon                | 2:27:41 h                                                   | Carmem de Oliveira                                                               | 18.04.1994 | Boston                 |
| 100 m Hürden            | 12,71 s (0,1)                                               | Maurren Higa Maggi                                                               | 19.05.2001 | Manaus                 |
| 400 m Hürden            | 55,84 s                                                     | Lucimar Teodoro                                                                  | 24.05.2009 | Belém (Pará)           |
| 3000 m Hindernis        | 9:41,22 min                                                 | Sabine Heitling                                                                  | 25.06.2009 | London                 |
| Hochsprung              | 1,92 m                                                      | Orlane Maria Lima dos Santos                                                     | 11.08.1989 | Bogotá                 |
| Stabhochsprung          | 4,85 m                                                      | Fabiana Murer                                                                    | 05.06.2010 | San Fernando (Spanien) |
| Weitsprung              | 7,26 m (1,8)                                                | Maurren Higa Maggi                                                               | 26.06.1999 | Bogotá                 |
| Dreisprung              | 14,58 m (2,0)                                               | Keila da Silva Cost                                                              | 07.06.2013 | São Paulo              |
| Kugelstoßen             | 19,30 m                                                     | Elisângela Adriano                                                               | 14.07.2001 | Tunja                  |
| Diskuswurf              | 64,21 m                                                     | Andressa de Morais                                                               | 10.06.2012 | Barquisimeto           |
| Hammerwurf              | 64,58 m                                                     | Katiuscia Maria Borges de Jesus                                                  | 29.09.2006 | Tunja                  |
| Speerwurf               | 61,98 m                                                     | Sueli Pereira dos Santos                                                         | 06.05.2000 | Bogotá                 |
| Siebenkampf             | 6160                                                        | Lucimara da Silva                                                                | 10.06.2012 | Barquisimeto           |
| Siebenkampf             | 13,78 s 1,83 m 12,63 m 24,98 s / 6,44 m 42,22 m 2:18,52 min |                                                                                  |            |                        |
| 20-km-Gehen (Straße)    | 1:31,53 h                                                   | Erica Rocha de Sena                                                              | 14.04.2012 | Rio Maior              |
| 4-mal-100-Meter-Staffel | 42,29 s                                                     | - Evelyn dos Santos - Ana Cláudia Silva - Franciela Krasucki - Rosângela Santos  | 18.08.2013 | Moskau                 |
| 4-mal-400-Meter-Staffel | 3:26,68 min                                                 | - Gaisa Aparecida Coutinho - Bárbara de Oliveira - Joelma Sousa - Jailma de Lima | 07.08.2011 | São Paulo              |

## Nichtolympische Disziplinen

### Freiluft-Rekorde, Männer
| Disziplin                | Rekord       | Athlet/Athleten                                                                           | Datum      | Ort           |
| ------------------------ | ------------ | ----------------------------------------------------------------------------------------- | ---------- | ------------- |
| 1000 m                   | 2:14,09 min  | Joaquim Cruz                                                                              | 20.08.1984 | Nizza         |
| 1 Meile                  | 3:51,05 min  | Hudson de Souza                                                                           | 29.07.2005 | Oslo          |
| 2000 m                   | 5:03,34 min  | Hudson de Souza                                                                           | 06.04.2002 | Manaus        |
| 3000 m                   | 7:39,70 min  | Hudson de Souza                                                                           | 02.07.2002 | Lausanne      |
| 5000 m (Straße)          | 13:30,00 min | Valdenor dos Santos                                                                       | 02.07.2002 | Lausanne      |
| 2000 m Hindernis         | 5:24,36 min  | Wander do Prado Moura                                                                     | 22.03.1995 | Mar del Plata |
| 10-km-Straßenlauf        | 27:48 min    | Marílson dos Santos                                                                       | 14.10.2007 | Udine         |
| 15-km-Straßenlauf        | 42:15 min    | Marílson dos Santos                                                                       | 14.10.2007 | Udine         |
| 20.000 m                 | 1:02:17,8 h  | Eloi Rodrigues Schleder                                                                   | 27.11.1976 | São Paulo     |
| 20-km-Straßenlauf        | 56:32 min    | Marílson dos Santos                                                                       | 14.10.2007 | Udine         |
| Eine Stunde              | 19.263,20 m  | Eloi Rodrigues Schleder                                                                   | 27.11.1976 | São Paulo     |
| Halbmarathon             | 59:33 min    | Marílson dos Santos                                                                       | 14.10.2007 | Udine         |
| 25.000 m                 | 1:23:38,0 h  | Hélio Alves Aguiar                                                                        | 22.03.1980 | São Paulo     |
| 25-km-Straßenlauf        | 1:14:42 h    | André Luiz Ramos                                                                          | 20.04.1998 | Boston        |
| 30.000 m                 | 1:42:38,0 h  | Hélio Alves Aguiar                                                                        | 22.03.1980 | São Paulo     |
| 30-km-Straßenlauf        | 1:29:21 h    | Valmir Nunez                                                                              | 16.09.1995 | London        |
| 20.000-m-Gehen (Bahn)    | 1:20:58,5 h  | Caio Bonfim                                                                               | 05.06.2011 | Buenos Aires  |
| 50.000-m-Gehen (Bahn)    | 3:57:58,0 h  | Claudio dos Santos                                                                        | 20.09.2008 | Blumenau      |
| 4-mal-200-Meter-Staffel  | 1:27,9 min   | - Anubes Ferraz da Silva - Jorge Machado de Barros - Afonso Coelho da Silv - Massao Imoto |            | São Paulo     |
| 4-mal-800-Meter-Staffel  | 7:47,3 min   | - Carlos De José - Otto Neumann - Pedro Prado - José Azevedo                              | 21.04.1965 | São Paulo     |
| 4-mal-1500-Meter-Staffel | 15:57,0 min  | - Dario Santos - Antonio Limeira - Jaciel Silva - Antonio Venceslau                       | 03.03.1996 | São Paulo     |

### Freiluft-Rekorde, Frauen
| Disziplin               | Rekord       | Athletin/Athletinnen                                                                | Datum      | Ort            |
| ----------------------- | ------------ | ----------------------------------------------------------------------------------- | ---------- | -------------- |
| 1000 m                  | 2:36,30 min  | Luciana de Paula Mendes                                                             | 25.08.1995 | Brüssel        |
| 1 Meile                 | 4:30,05 min  | Soraya Vieira Telles                                                                | 09.06.1988 | Bratislava     |
| 3000 m                  | 9:02,37 min  | Delirde Maria Bernardi                                                              | 04.07.1994 | Linz           |
| 10-km-Straßenlauf       | 32:06:00 min | Carmem de Oliveira                                                                  | 11.10.1993 | Boston         |
| 15-km-Straßenlauf       | 48:38:00 min | Carmem de Oliveira                                                                  | 26.02.1994 | Tampa          |
| Halbmarathon            | 1:09:31 h    | Carmem de Oliveira                                                                  | 13.03.1994 | Lissabon       |
| 25-km-Straßenlauf       | 1:27:20 h    | Márcia Narloch                                                                      | 06.05.1990 | Berlin         |
| 30-km-Straßenlauf       | 1:46:46 h    | Carmem de Oliveira                                                                  | 21.11.1993 | Tokio          |
| 10.000-m-Gehen (Bahn)   | 46:39:75 min | Tania Regina Spindler                                                               | 25.04.2008 | Rio Maior      |
| 20.000-m-Gehen (Bahn)   | 1:35:29,6 h  | Erica Rocha de Sena                                                                 | 05.08.2011 | São Paulo      |
| 50.000-m-Gehen (Bahn)   | 22:27:19,0 h | Cisiane Dutra Lopes                                                                 | 20.09.2008 | Fortaleza      |
| 4-mal-800-Meter-Staffel | 9:29,10 min  | - Cristiane Barbosa - Cintia Fragoso - Lorena F. V. Oliveira - Ana Paula C. Pereira | 21.12.2000 | Rio de Janeiro |

Die Tabellen basieren auf einem Stand vom 19. Februar 2014.